# Гьёлль
Гьёлль (норв. Gjöll) — в германо-скандинавской мифологии одна из двенадцати рек Эливагар, согласно Гилфагиннингу, берёт начало от Хвергельмир в Нифльхейм, протекает через Гиннунгагап, и оттуда в земной мир. Гьёлль — река, которая протекает ближе всего к воротам преисподней. Через неё перекинут тонкий золотой мост Гьялларбру, который охраняют Хель, великанша Модгуд и пес Гарм.